# 트로트의 연인
《트로트의 연인》은 2014년 6월 23일부터 2014년 8월 12일까지 방영한 KBS 2TV 월화 드라마이다.

## 줄거리
트로트에 재능이 있는 20대 여자가 천재 작곡가를 만나 트로트 가수로 성장하는 이야기를 그린 로맨틱 코미디 드라마.

## 등장인물

### 주요 인물
- 지현우 : 장준현 역 - 최고의 스타 아티스트, 즉흥 연주에 능한 뛰어난 작곡가
- 정은지 : 최춘희 역 (아역 : 김소율[1]) - 사고뭉치 아버지와 조숙한 어린 동생을 부양해야하는 실질적인 소녀가장[2]
- 신성록 : 조근우 역 - 기획사 샤인스타의 젊은 사장
- 이세영 : 박수인 역 - 장준현의 첫사랑이며 미모의 샤인스타 연습생

### 최춘희 주변 인물
- 강남길 : 최명식(50대 중반) 역 - 최춘희와 최별의 아버지
- 유은미 : 최별(8세) 역 (아역 : 김아율[3]) - 최춘희의 어린 여동생

### 조근우의 주변인물
- 윤주상 : 조희문(50대 중후반) 역 - 샤인스타 대표, 조근우의 아버지로서 매니저 업계의 자수성가형 롤 모델

### 박수인의 주변인물
- 김혜리 : 양주희(50대) 역 - 기획사 샤인스타의 이사, 왕년의 가수왕, 박수인의 어머니

### 그 외 인물
- 김여진 : 방지숙(40대) 역 - 과거 최춘희의 마라톤 코치
- 손호준 : 설태송 역(20대 중후반) - 장준현의 전 매니저
- 신보라 : 나필녀(20대 중반) 역 - 10년째 샤인스타의 연습생
- 장원영 : 이철만(40대) 역 - 사채 추심원을 하는 조폭
- 윤봉길 : 이유식(30대) 역 - 조폭 이철만의 사촌 동생이자 콤비
- 박혁권 : 왕 상무(40대) 역 - 샤인스타의 행동대장
- 조덕현 : 김우갑(50대) 역 - 가요계의 마이더스의 손, 기획사 미다스 대표
- 김태겸 : 나 팀장(30대) 역 - 미다스의 기획팀장, 김우갑의 수족
- 이이경 : 신효열(20대) 역 - 장준현의 라이벌
- 이연경 : 오성주 역 - 최춘희의 어머니
- 김법래[4] : 허 대표 역 - 허 엔터테인먼트 대표
- 지수원 : 화순 역 - 장준현의 어머니
- 최대성 : 예능국 국장 역
- 정현석 : 음악프로그램 '서바이벌 명곡'의 PD 역
- 남경읍 : 고은태 역 - 작곡가
- 김희령 : 고은태의 부인 역
- 홍정희 : 서유미 역 - 제 2의 최춘희를 꿈꾸는 학생
- 이주석 : 서유미의 아버지 역
- 박진영 : 조희문의 비서 역
- 조미녀 : 샤인스타 연습생이자 오디션 참가자 역
- 최현준 : 마라톤 동호회 회원 역
- 박정민 : 헬스장 매니저 역
- 최나무 : 장준현을 축하해주는 여자 역
- 신재도 : 최명식의 지인 역
- 김경준
- 이준희 : 성형외과 의사 역
- 김이삭
- 최미소
- 염수진
- 홍환표
- 김광태
- 최대열
- 채예은
- 김미준 : 떡볶이 트럭 주인 역
- 리민 : 술집 손님 역
- 이재은 : 시장 상인 역
- 주부진 : 할머니 역
- 안수호 : 시장 상인 역
- 최교식 : 시장 상인 역
- 한여울 : 음악프로그램 '서바이벌 명곡'의 출연자 역
- 장문석 : 경찰 역
- 원종례 : 가수 역
- 육미라 : 사모님 역
- 최인숙 : 사모님 역
- 박혜진 : 민박집 주인 역
- 민준현 : 김 PD 역 - 이상한 실험 프로그램 PD
- 박선주
- 장문규 : 등산복 CF감독 역
- 김봉성 : 기자 역
- 민정현
- 김재흠 : 역무원 역
- 서정주 : 최별의 담임선생님 역
- 이재석
- 손산
- 김윤배
- 김태린
- 민병애 : 기차역에서 춘희를 알아본 여자 역
- 주동희 : 조근우의 친구 역
- 이병철 : 교통사고 피해자 역
- 전진기 : 표성진 역 - 국회의원
- 정수인 : 쥬얼리샵 직원 역
- 강문경 : 의사 역
- 김연수 : 간호사 역
- 조용상 : 프로그램 '사건119'의 PD 역
- 한영 : 라디오 DJ 역
- 이정수 : 춘희의 노래를 듣고 눈물을 흘리는 남자 역
- 박통일 : 춘희의 노래를 듣고 눈물을 흘리는 남자 역
- 이대승
- 유옥주 : 야채 사는 손님 역
- 설창희
- 신동훈 : 사진기사 역
- 박성균 : PD 역
- 오지연 : 방송작가 역
- 김선녀 : 분식집 주인 역
- 김상일 : 형사 역
- 임소연
- 김번영 : 효열 친구 역
- 손우혁

### 특별 출연
- 김현철[5] : 장준현이 출연한 음악프로그램 '김현철의 크레파스'의 MC 역 (1회)
- 윤건[6] : 음악평론가 역 - 최춘희가 참가한 연습생 오디션의 심사위원 (2~3회)
- 이철민 : 조폭 역 (3회)
- 오순태 : 조폭 역 (3회)
- 조하석 : 조폭 역 (3회)
- 김선웅 : 조폭 역 (3회)
- 홍경민[7] : 음악프로그램 ‘서바이벌 명곡’의 MC이자 불후의 전설 역 (5회)
- 김인석[8] : 음악프로그램 ‘서바이벌 명곡’의 대기실 진행자 역 (5회)
- 이영 : 뮤직탱크 MC 역 (10회)
- 가은 : 뮤직탱크 MC 역 (10회)
- 황민현 : 뮤직탱크 MC 역 (10회)
- 전준혁 : 아픈 할머니를 대신해 해산물을 팔러나온 아이 역 (12회)
- 이채미 : 아픈 할머니를 대신해 해산물을 팔러나온 아이의 여동생 역 (12회)

## 시청률
아래의 파란색 숫자는 '최저 시청률'이고, 빨간색 숫자는 '최고 시청률'입니다. 시청률조사회사와 지역별로 시청률에 차이가 있을 수 있습니다.

| 2014년      | 2014년      | 2014년         | 2014년       | 2014년         | 2014년       |
| 회차        | 방송일      | TNmS 시청률    | TNmS 시청률  | AGB 시청률     | AGB 시청률   |
| 회차        | 방송일      | 대한민국(전국) | 서울(수도권) | 대한민국(전국) | 서울(수도권) |
| ----------- | ----------- | -------------- | ------------ | -------------- | ------------ |
| 제1회       | 6월 23일    | 4.8%           | 5.3%         | 5.8%           | 6.3%         |
| 제2회       | 6월 24일    | 4.3%           | 4.7%         | 5.4%           | 5.7%         |
| 제3회       | 6월 30일    | 6.0%           | 6.2%         | 6.1%           | 6.7%         |
| 제4회       | 7월 1일     | 5.4%           | 5.6%         | 6.1%           | 6.5%         |
| 제5회       | 7월 7일     | 6.6%           | 7.5%         | 6.5%           | 6.9%         |
| 제6회       | 7월 8일     | 7.2%           | 8.0%         | 7.2%           | 7.4%         |
| 제7회       | 7월 14일    | 7.5%           | 8.5%         | 8.3%           | 8.5%         |
| 제8회       | 7월 15일    | 8.3%           | 9.3%         | 8.5%           | 9.0%         |
| 제9회       | 7월 21일    | 8.3%           | 9.6%         | 8.4%           | 9.0%         |
| 제10회      | 7월 22일    | 7.8%           | 8.4%         | 7.6%           | 8.3%         |
| 제11회      | 7월 28일    | 7.1%           | 8.1%         | 7.5%           | 8.2%         |
| 제12회      | 7월 29일    | 7.4%           | 8.3%         | 8.2%           | 8.7%         |
| 제13회      | 8월 4일     | 7.8%           | 8.8%         | 9.1%           | 9.9%         |
| 제14회      | 8월 5일     | 9.6%           | 10.1%        | 9.2%           | 10.0%        |
| 제15회      | 8월 11일    | 8.4%           | 9.2%         | 7.3%           | 7.9%         |
| 제16회      | 8월 12일    | 8.6%           | 9.7%         | 8.9%           | 9.6%         |
| 평균 시청률 | 평균 시청률 | 7.2%           | 8.0%         | 7.5%           | 8.0%         |

## 동시간대 드라마
- MBC 월화드라마

《트라이앵글》 (2014년 5월 5일 ~ 2014년 7월 29일)
《야경꾼 일지》 ( 2014년 8월 4일 ~ 2014년 10월 21일)
- SBS 월화드라마

《닥터 이방인》 (2014년 5월 5일 ~ 2014년 7월 8일)
《유혹》 (2014년 7월 14일 ~ 2014년 9월 16일)

## 수상 경력
- 2014년 제3회 에이판 스타 어워즈 남자 신인상 손호준
- 2014년 제3회 에이판 스타 어워즈 남자 베스트드레서상 지현우
- 2014년 KBS 연기대상 남자 조연상 신성록
- 2014년 KBS 연기대상 인기상 정은지